# Fajsal Karim
Fajsal Karim (urdu: فیصل کریم, Fayṣal Karīm; ur. 21 grudnia 1981) – pakistański bokser, uczestnik igrzysk olimpijskich w Atenach.

## Kariera amatorska
W 1998 roku startował na Igrzyskach Azjatyckich w Bangkoku. Pakistańczyk odpadł przed ćwierćfinałem, przegrywając z Narantsogtem Jamganem. W 1999 roku zdobył brązowy medal w wadze do 57 kg podczas Igrzysk Azji Południowej.
W 2004 roku zakwalifikował się na igrzyska olimpijskie w Atenach. W turnieju kwalifikacyjnym, który odbywał się w Karaczi, zdobył złoty medal w wadze junior półśredniej, pokonując w finale Vijendera Kumara. Karim na igrzyskach odpadł w 1. rundzie, przegrywając z brązowym medalistą, Ionuțem Gheorghem.

## Walki olimpijskie 2004 - Ateny
1. (1. runda) Przegrał z   Ionuțem Gheorghem (11-26)